# کورنل پاولوویچی
کورنل پاولوویچی (رومانیایی: Cornel Pavlovici; ۲ آوریل ۱۹۴۲ – ۸ ژانویهٔ ۲۰۱۳) بازیکن فوتبال اهل رومانی بود.
از باشگاه‌هایی که در آن بازی کرده‌است می‌توان به باشگاه فوتبال پترولول پلویشت و باشگاه فوتبال استوا بخارست اشاره کرد.
وی همچنین در تیم ملی فوتبال رومانی بازی کرده‌است.